# Frogner stadion
Frogner stadion är en idrottsanläggning i Oslo, Norge. Den byggdes av Kristiania Skøiteklub och ägs sedan 1928 av Oslo kommun. Det har spelats flera internationella fotbolls- och bandymatcher på stadion.
Under bandy-VM 2013 spelades Norges öppningsmatch mot Vitryssland på Frogner Stadion, även om turneringen huvudsakligen spelades i Vänersborg, Sverige.